# Молино ди Сото (Варезе)
Молино ди Сото је насеље у Италији у округу Варезе, региону Ломбардија.
Према процени из 2011. у насељу је живело 47 становника. Насеље се налази на надморској висини од 432 м.